# 女系家族
『女系家族』（にょけいかぞく）は、山崎豊子の小説。『週刊文春』に連載され、1963年、単行本が文藝春秋新社から全2巻で刊行された。1966年に全1冊の新潮文庫版が刊行された（のち、2002年に上下2分冊で再刊された）。女系が続く老舗問屋の養子婿が死んだことで巻き起こる娘たちの遺産相続争いを描いた作品。
日本テレビ系列でテレビドラマ化された唯一の山崎豊子作品であり（詳細は後述を参照）、現在までに映画化および再三に亘るテレビドラマ化がなされている。

## 概要
大阪・船場の老舗木綿問屋「矢島商店」は、代々家付き娘が婿養子をとる女系の家である。社長・矢島嘉蔵が死去し、遺言によって嘉蔵の娘である三姉妹（矢島藤代・千寿・雛子）、更に彼女たちの叔母芳子や矢島商店大番頭の宇市、藤代の踊りの師匠である芳三郎、さらに嘉蔵の死後に発覚した身重の愛人・浜田文乃の思惑も絡まりあい、彼らの間で繰り広げられる莫大な遺産の相続を巡る凄絶な駆け引きが描かれる。しかし、最後に笑うのは彼らが予想もしなかった人物であった。

## 出版
- 単行本
  - 『女系家族』上・下（1963年、文藝春秋）
- 文庫
  - 『女系家族』（1966年、新潮社）
  - 『女系家族』上・下（2002年、新潮社）※2冊にまとめたもの。活字が大幅に拡大。
- 全集
  - 『山崎豊子全作品』第4巻（1985年、新潮社）
  - 『山崎豊子全集』第4巻（2004年、新潮社）

## 映画
1963年、大映（現・角川映画）の配給で映画化された。現在はDVD化もされている。

### あらすじ
昭和33年、大阪船場の老舗矢島商店は三代続く女系の家筋だったが、当主嘉蔵が急死し、残された三人の娘に大番頭・宇市から遺言状と遺産分配が伝えられる。出戻りながら総領娘を主張する長女の藤代、養子を迎えて店を継いだ次女の千寿、遊びに余念のない三女・雛子、誰もが不満を持つ。
しかしそれ以外に愛人の文乃がいて、嘉蔵の子を宿していた。宇市が裏で画策するが話はまとまらず、三姉妹の間で遺産争いが始まる。長女は踊りの師匠の梅村と色恋絡みで策を練り、次女は夫と株式組織にしようと企み、三女には叔母が後ろ盾になって秘かに手段を講じる。
そんな最中に、宇市の案内で文乃が「本宅伺い」をして、周囲は文乃が胎児の認知書を持っているか探るが、文乃は容易に尻尾を出さない。
やがて、文乃の出産前に遺産相続を決めてしまおうと三人の意見が一致し、最後の親族会議で決着させようという矢先、文乃が男の赤ん坊を抱いて現れ、7か月児を無事早産したと聞いてみな驚く。しかも文乃は胎児認知書のほかに、宇市がごまかしたつもりの汚職の数々を暴いた遺言状まで持っている。関係者が様々な策を弄する中、最後に笑ったのは愛人の文乃だった。

### キャスト
- 浜田文乃 - 若尾文子
- 矢島雛子 - 高田美和
- 矢島千寿 - 鳳八千代
- 矢島藤代 - 京マチ子
- 矢島嘉蔵 - 深見泰三
- 矢島為之助 - 浅尾奥山
- 大野宇市 - 中村鴈治郎
- 梅村芳三郎 - 田宮二郎
- 芳子 - 浪花千栄子
- 君枝 - 北林谷栄
- お政 - 近江輝子
- 畑中良吉 - 高桐真
- 小森常次 - 遠藤辰雄
- 坂上（医師） - 浅野進治郎
- 戸塚太郎吉 - 山路義人
- 佐平 - 嵐三右衛門
- 米治郎 - 天野一郎
- 祖父方の者 - 石原須磨男
- 会葬者 - 玉置一恵
- 曽祖父の者 - 葛木香一
- 植木屋の女房 - 小林加奈枝
- 京雅堂 - 芝田総二
- 米治郎の実家の者 - 桜井勇
- 良吉の実家の者 - 菊野昌代士
- 京雅堂の番頭 - 木村玄
- 看護婦 - 松岡信江
- お清 - 谷口和子
- お久 - 高森チヅ子
- 初代の妻の実家の者 - 高山峰子
- 為之助の妻 - 小松みどり

### スタッフ
- 製作 - 永田雅一
- 企画 - 土井逸雄、財前定生
- 原作 - 山崎豊子
- 監督 - 三隅研次
- 脚本 - 依田義賢
- 撮影 - 宮川一夫
- 音楽 - 斎藤一郎
- 美術 - 内藤昭
- 録音 - 海原幸夫
- 照明 - 中岡源権

## テレビドラマ
2005年版以外、現在DVD化されておらず、主要キャスト以外の出演者も不詳。

### 1963年版
1963年10月1日から1964年3月31日まで毎週火曜日21:00 - 21:30に、毎日放送制作・NET系で放送された。全26回。

#### キャスト（1963年版）
- 矢島藤代 - 乙羽信子
- 矢島千寿 - 喜多川千鶴
- 矢島雛子 - 黛ひかる
- 浜田文乃 - 雪代敬子
- 大野宇市 - 山茶花究
- 矢島嘉蔵 - 岩田直二
- 矢島良吉 - 飯沼慧
- 梅村芳三郎 - 北上弥太朗
- 芳子 - 中村芳子
- 米治郎 - 山口幸生
- 君枝 - 中畑道子
- 金正六郎 - 入川保則
- 金正弥曾助 - 山村弘三
- 金正喜代子 - 土佐林道子
- 内出 - 阿木五郎
- みつ子 - 園佳也子
- 荒木雅子
- 海老江寛
- 日高久
- 赤木春恵

#### スタッフ（1963年版）
- 脚本 - 南木淑郎

| NET系列 火曜21:00 - 21:30枠 | NET系列 火曜21:00 - 21:30枠                       | NET系列 火曜21:00 - 21:30枠 |
| 前番組                      | 番組名                                            | 次番組                      |
| --------------------------- | ------------------------------------------------- | --------------------------- |
| プロ野球中継 ※20:00 - 21:30 | 女系家族 （1963年版） 【ここからMBS制作ドラマ枠】 | しあわせ・はんと            |

### 1970年版 - 1991年版
| 放送日                   | 回数   | キャスト | キャスト   | キャスト | キャスト | キャスト   | キャスト | ナレーター | 放送枠                                |
| 放送日                   | 回数   | 浜田文乃 | 矢島藤代   | 矢島千寿 | 矢島雛子 | 大野宇市   | 矢島嘉蔵 | ナレーター | 放送枠                                |
| ------------------------ | ------ | -------- | ---------- | -------- | -------- | ---------- | -------- | ---------- | ------------------------------------- |
| 1970年8月28日 - 9月25日  | 全5回  | 河村有紀 | 松山容子   | 北林早苗 | 土田早苗 | 金田龍之介 | 加藤嘉   |            | フジテレビ 「おんなの劇場」枠         |
| 1984年1月5日             | 全1回  | 三田佳子 | 赤座美代子 | 秋野暢子 | 松原千明 | 芦屋雁之助 |          |            | 読売テレビ 「木曜ゴールデンドラマ」枠 |
| 1991年9月30日 - 12月27日 | 全65回 | 高田美和 | 三林京子   | 春やすこ | 大井利江 | 金田龍之介 | 葉山良二 | 野村啓司   | 毎日放送 「妻そして女シリーズ」枠     |

1984年版は日本テレビを含むNNS加盟局（全国ネット）で放送されたが、上述のように、日本テレビ系列で山崎の作品がテレビドラマ化されたのはこの1度だけである。
1991年版では藤代を中心に描かれている。また、重厚な作風を重視するため、ナレーションを導入。ナレーションに『すてきな出逢い いい朝8時』と『クイズ!!ひらめきパスワード』の司会で人気を得ていた毎日放送アナウンサー（当時）の野村啓司を起用。野村独特の語りが物語を引き立てている。
| フジテレビ おんなの劇場                  | フジテレビ おんなの劇場                    | フジテレビ おんなの劇場 |
| 前番組                                   | 番組名                                     | 次番組                  |
| ---------------------------------------- | ------------------------------------------ | ----------------------- |
| 柳橋物語                                 | 女系家族（1970年版） （1970.8.28 - 9.25）  | みだれ扇                |
| TBS系 妻そして女シリーズ（毎日放送制作） |                                            |                         |
| 嫁姑五日間戦争                           | 女系家族（1991年版） （1991.9.30 - 12.27） | 命みじかくIII           |

### 1975年版
1975年9月29日から1976年2月27日まで平日13:30 - 13:45に、毎日放送制作・TBS系の「妻そして女シリーズ」で放送された。全105回。

#### キャスト（1975年版）
- 浜田文乃 - 岡田茉莉子
- 矢島藤代 - 高田美和
- 矢島千寿 - 井原千寿子
- 矢島雛子 - 高田瞳
- 大野宇市 - 内田朝雄
- 矢島嘉蔵 - 高田浩吉
- 片岡秀太郎
- 荒木雅子
- 双葉弘子
- 楠年明
- 北上弥太郎
- 酒井陽一郎

#### スタッフ（1975年版）
- 脚本 - 南青四郎
- 制作 - 毎日放送

| TBS系 毎日放送制作平日帯ドラマ       | TBS系 毎日放送制作平日帯ドラマ                 | TBS系 毎日放送制作平日帯ドラマ   |
| 前番組                               | 番組名                                         | 次番組                           |
| ------------------------------------ | ---------------------------------------------- | -------------------------------- |
| 女の日時計 （1975.6.30 - 1975.9.26） | 女系家族（1975年版） （1975.9.29 - 1976.2.27） | 女の報酬 （1976.3.1 - 1976.7.2） |

### 1994年版
1994年1月3日にテレビ東京の初春ドラマスペシャルとして21:03 - 23:48に放送。全1回。副題に「赤い欲望 老舗の商家に起る凄絶な遺産争い・体を張った相続の座・欲に舞い愛に踊る華麗な女達」が追加されている。

#### キャスト（1994年版）
- 浜田文乃 - 名取裕子
- 矢島藤代 - 岡江久美子
- 矢島千寿 - 渡辺典子
- 矢島雛子 - 立花理佐
- 大野宇市 - 藤岡琢也
- 矢島嘉蔵 - 江原真二郎
- 中村玉緒
- 京晋佑
- 宮園純子
- 石井トミ子
- 石井光三
- 大門正明
- 江藤漢
- 望月太郎
- 森下哲夫
- 新城彰
- 高橋ひろ子
- 片山美穂
- 野村五十鈴
- 矢島健一
- 高岡健二

#### スタッフ（1994年版）
- 脚本 - 大薮郁子
- 音楽 - からさき昌一
- 演出 - 大山勝美
- プロデューサー - 不破敏之
- 制作協力 - 日放、KAZUMO
- 制作会社 - PROTX
- 制作 - 阿部恵司
- 製作 - テレビ東京

### 2005年版
2005年7月7日から9月15日まで毎週木曜日22:00 - 22:54に、TBS系で放送された。全11回。
原作は戦後間もない大阪・船場が舞台となっているが、2005年製作のテレビドラマでは舞台設定を2005年の東京・日本橋に置き換えている。
劇伴を担当する栗山和樹は、同枠で前クールに放送された『汚れた舌』からの続投となる。また、キャストのうち瀬戸朝香は、同枠で次クールに放送された『今夜ひとりのベッドで』でも主要人物の一人を演じている。
2022年4月28日から5月17日まで毎週月曜から金曜までの16:59からBS-TBSで再放送された。またCS放送のTBSチャンネルでも再放送された実績がある。

#### キャスト（2005年版）

##### 主人公
浜田文乃〈29〉
演 - 米倉涼子
山形県寒河江市にて出生。小学3年のとき両親が離婚。小学校高学年の頃から河北町伝統工芸の「べに花染め」の職人だった母の仕事を手伝う。中学生になった文乃が家事をほとんどこなすが、母は過労のせいか病気がちになり、文乃が高校入学直後に病死した。文乃は母の勤め先の染色工場で働きながら高校を卒業。そのまま染色工場に就職した。10年前に嘉蔵と最初の出会いをする。後に、工場が閉鎖。工場長の勧めもあり、東京にある矢島商事の契約社員として働くため上京。23歳、東京で嘉蔵と再会した。矢島商事の社長とも知らないまま交際がスタートする。嘉蔵からマンションを購入してもらい、人目を忍んでひとときを過ごすようになる。嘉蔵は何度か仕事を辞めるよう文乃に言ったが、「これ以上、ご迷惑はかけられません」と固辞し、デパート勤務を続けていた。文乃のこれまでの人生で、一番幸せで平和な生活だった。やがて、嘉蔵の子を身ごもったことに気づくが、その僅か1ヶ月後、嘉蔵は病の床に倒れー。

##### 矢島家
矢島藤代〈35〉
演 - 高島礼子
矢島家の長女。幼い頃から、全ての面で女の我儘を押し通せる家風に馴染んで育たせいで、いつのまにか亡き母に似た権高な振る舞いをするようになっていた。母がそうしていたように、表面では父をたてながら、心の中では総領娘として、養子婿の父を軽く見る癖もついていた。母の反対を押し切って強引に結婚したものの、姑との折り合いが悪く、たった3年で自分の方から離婚、家へ帰ってきた。しかし、その間に妹の千寿は養子婿の良吉を迎えていた。そんな状況でも、いまだに矢島商事のあとを継ぐことへの執着は激しい。それをアピールするかのように、矢島商事の商品でもある豪華な和服で日常を通すという徹底ぶり。美人で華麗な雰囲気はそのまま矢島商事の広告塔的な存在でもある。長女らしい貫禄と匂うような色香を漂わせながらも、その心中は勝気で誇り高く欲深い面を秘めている。遺産相続に関しては、三姉妹の中で長女とはいえ、出戻りのせいで、一番難しく不利な立場である。そのことは本人がいちばん判ってはいたのだが…。
矢島千寿〈29〉
演 - 瀬戸朝香
矢島家の次女。幼い頃から母は藤代を総領娘として大切に育て、その分千寿には関心が薄く冷淡だった。物心ついた頃から、姉に劣等感を抱き、母や姉のいいなりで、口数も少なく感情をあらわにすることもなかった。だが、胸の奥には、長年の憤満と恨みが激しく渦巻いていた。藤代が他家に嫁いだ後、良吉を婿養子として迎えた。結婚して6年になるが、子宝に恵まれず、秘かに不妊治療に通っている。この費用はかなり莫大にかかったが、子供を持つことの執着は強い。相続に関しては、良吉が矢島商事の常務の地位にあり、三姉妹の中では最も強味で有利な立場。
矢島雛子〈21〉
演 - 香椎由宇
矢島家の末っ子。両親や姉たちに可愛がられたせいで、伸び伸びと活発な娘に育った。姉妹の中でいちばん常識的な考えの持ち主。嘉蔵の死後、遺産相続をめぐって険悪状態になった姉たちを冷ややかに眺めると同時に、自分が孤立していると感じる。雛子の淋しさを埋めてくれたのが、叔母の芳子だった。次第に「ただ一人の味方」芳子のペースにはめられてしまい、いつの間にか姉たちとの遺産相続争いの中に巻き込まれていく。
矢島良吉〈34〉
演 - 沢村一樹
千寿の夫。婿養子に入り6年になる今も、千寿に対して他人行儀な丁寧さが抜けず、夫婦生活も千寿の求める時にのみ応じる状態だが、仲は良好。生真面目で控え目で、常に千寿の背後に影のように寄り添う様子は、まるで嘉蔵そっくり。だからこそ、嘉蔵の苦悩は誰よりもよく理解できた。お互いに影の薄い千寿と良吉は、藤代たちに対抗するには二人で一致協力しなくてはならない。相続問題が持ち上がってからは、夫婦は絆を固め、社長の座を死守しようとあれこれと知恵をめぐらせる。表面は穏やかで温和だが、うっ屈したものを内に秘めている。
矢島嘉蔵〈60〉
演 - 森本レオ
矢島商事の社長で三姉妹の父。苦労人だが生真面目で、前社長に認められ松子の婿養子となった。ひょんなことから出会った文乃を年齢差も忘れて深く愛した。マンションを文乃名義で買い与え、人目を忍んで逢瀬を重ねた。嘉蔵が唯一安らぐ時間だった。二人の関係は7年近く続いたが、ガンで入院し、60歳の生涯を閉じた。あとにのこされた遺言書が大きな火種となる…。
矢島芳子〈46〉
演 - 浅田美代子
藤代たち三姉妹の母・松子の妹（叔母にあたる）。次女に生まれたばかりに、矢島商事を継ぐことが出来なかった恨みと嫉妬は根深い。自分も婿養子を迎え、現在は矢島商事の支店を経営しているが、あまりうまくいっていない。三姉妹の叔母という立場を利用し、何かと口出しをして仕切っているものの、藤代や千寿には相手にされず、雛子の後ろ盾となって遺産争いに加わっている。雛子に遺産相続させた後、養女にして彼女の遺産で傾いた家業を立て直すのが狙い。一見面倒見の良い、もののわかった人に思われるが、実はかなり計算高い女である。

##### 矢島商事
大野宇市〈67〉
演 - 橋爪功
先々代から真面目に忠実に仕え、今では専務としての地位にある。その間、ずっと独身を通し、ひたすら矢島商事に尽くしてきた。そんな宇市に嘉蔵は遺言執行人を一任して息を引き取った。しかし、これはあくまでも表の顔であり、都合の悪いときには耳の遠いフリをしてみたり、各支店の売り上げをピンはねしたり、山林の山守を騙して貴重な木材の伐採をしたり、さらに愛人君枝を文乃宅にスパイ役で潜り込ませたりと、作中で最も腹黒くえげつない人物と言える。これらの悪事を隠し通したまま矢島商事を引退しようと企んでいたのだが…。
木村かおり〈26〉
演 - 田丸麻紀
矢島商事の経理部に勤める。若いが自分の考えをしっかりと持ち、仕事を有能にこなすので、宇市の秘書的存在に。ごく平凡な家庭に育ち、大学卒業後、矢島商事に入社した。
小林君江〈45〉
演 - 伊佐山ひろ子
宇市の内妻で関係は10年以上も続いている。神楽坂の小料理屋で仲居をしているが、早く仕事を辞めて宇市と所帯を持ちたいと望んでいる。肝心の宇市の気持ちが煮えきらないため、その気にさせようと精一杯宇市に尽くしている。宇市が唯一、腹を割って話をできる相手であり、よく気が利く働き者である。後に文乃が妊娠中には、宇市の策略で家政婦と偽って、文乃の家で働くことになる。如才なく人当たりは良いが、実は抜け目ない女である。
梅村芳三郎〈36〉
演 - 高橋克典
日本舞踊・梅村流の家元と弟子の間に生まれた。家元の本妻には子供がなく、入籍こそしていないが世間では家元の息子で通っている。梅村流の稽古場を増やしたり、流派拡大のために会を作るなど、踊りより経営の才に優れている。それでいて、金銭的な卑しさが体に現れていない。芳三郎の住居を兼ねた稽古場は青山にあり、場所柄、富裕な家庭の子女の弟子が多い。その弟子の一人が藤代である。（藤代の名取の名は芳喜代）踊りの稽古をつけるときは、女のようなたおやかさで舞い、艶かしい色気が溢れている。プライベートでは、洗練された洋服でスポーツカーを乗り回し、弟子たちの憧れの存在。藤代は相続の件で芳三郎に相談をもちかけているうちに、二人は男女の関係になる。その一方で、矢島商事の情報を得ようと経理の木村かおりに近づいたり、親切心を装って文乃の家を訪ねたりと、野心家としての行動を起こしていく。藤代は次第に芳三郎にのめりこみ、独り占めしたいと願うようになるが、芳三郎の態度は常に冷静でかつ冷淡。彼の心の中にはいつしか文乃の存在が大きくなっていき……。

##### その他
- 矢島かね - 佐々木すみ江
- 三浦陽子 - 山下容莉枝
- 和田甚 - 六平直政
- 鈴木店長 - 山下真司
- 石田隆介 - 神保悟志
- 坂上道彦 - 長谷川初範
- 三宅医師 - 村岡希美
- 戸塚太郎吉 - 石田太郎
- 内田正一郎 - 小市慢太郎
- 中原有美子 - 朝加真由美
- 小森常次 - 三波豊和
- 京雅堂 - マギー司郎
- 米治郎 - 齋藤康弘
- 金正六郎 - 海東健

#### スタッフ（2005年版）
- 脚本 - 清水曙美
- 音楽 - 栗山和樹
- 演出 - 酒井聖博、竹村謙太郎、伊藤寿浩
- 主題歌 - 今井美樹「愛の詩」（EMIミュージック・ジャパン）
- チーフプロデューサー - 貴島誠一郎
- プロデューサー - 森川真行、荒井光明
- 制作協力 - ファインエンターテイメント
- 制作 - ドリマックス・テレビジョン
- 製作 - TBS

#### 放送日程
- 初回は21:00 - 22:48（108分）、再放送では放送枠の関係で前後編2回に分けて放送されることがある。

| 話数                                                       | 放送日        | サブタイトル                                               | 演出       | 視聴率 |
| ---------------------------------------------------------- | ------------- | ---------------------------------------------------------- | ---------- | ------ |
| 第1話                                                      | 2005年7月07日 | 激突! 愛人と三姉妹骨肉の遺産相続争い! 目的は遺産よりも復讐 | 酒井聖博   | 18.1%  |
| 第2話                                                      | 2005年7月14日 | 確執                                                       | 酒井聖博   | 15.4%  |
| 第3話                                                      | 2005年7月21日 | 非情                                                       | 竹村謙太郎 | 12.0%  |
| 第4話                                                      | 2005年7月28日 | 新事実                                                     | 竹村謙太郎 | 12.1%  |
| 第5話                                                      | 2005年8月04日 | 流産                                                       | 伊藤寿浩   | 11.3%  |
| 第6話                                                      | 2005年8月11日 | 修羅場                                                     | 酒井聖博   | 12.2%  |
| 第7話                                                      | 2005年8月18日 | 汚らわしい!                                                | 竹村謙太郎 | 13.2%  |
| 第8話                                                      | 2005年8月25日 | 裏取引                                                     | 伊藤寿浩   | 12.7%  |
| 第9話                                                      | 2005年9月01日 | 男達の裏の顔                                               | 酒井聖博   | 12.4%  |
| 第10話                                                     | 2005年9月08日 | 大逆転! 復讐の切り札                                       | 竹村謙太郎 | 16.4%  |
| 最終話                                                     | 2005年9月15日 | 崩れ落ちる家                                               | 酒井聖博   | 16.5%  |
| 平均視聴率 13.8%（視聴率は関東地区・ビデオリサーチ社調べ） |               |                                                            |            |        |

| TBS系 木曜22時枠連続ドラマ         | TBS系 木曜22時枠連続ドラマ                    | TBS系 木曜22時枠連続ドラマ                       |
| 前番組                             | 番組名                                        | 次番組                                           |
| ---------------------------------- | --------------------------------------------- | ------------------------------------------------ |
| 汚れた舌 （2005.4.14 - 2005.6.23） | 女系家族（2005年版） （2005.7.7 - 2005.9.15） | 今夜ひとりのベッドで （2005.10.20 - 2005.12.22） |

### 2021年版
2021年12月4日・12月5日の両日とも、21時 - 22時55分で、テレビ朝日系にて、2夜連続のスペシャルドラマとして放送。宮沢りえと寺島しのぶのダブル主演。舞台設定は2014年の大阪となっている。関東地区の世帯視聴率は、第1夜（4日）が11・1％、第2夜（5日）は12・0％だった（ビデオリサーチ調べ）。

#### キャスト（2021年版）
浜田文乃
演 - 宮沢りえ
「矢島商店」4代目当主である矢島嘉蔵の愛人。
矢島藤代
演 - 寺島しのぶ
大阪にある老舗木綿問屋「矢島商店」の長女。
矢島千寿
演 - 水川あさみ
老舗木綿問屋「矢島商店」の次女。姉である藤代に劣等感を抱いている。
矢島雛子
演 - 山本美月
老舗木綿問屋「矢島商店」の三女。
矢島芳子
演 - 渡辺えり
矢島三姉妹の叔母。
矢島米次郎
演 - 有福正志
矢島為之助
演 - 古川慎
矢島良吉
演 - 長谷川朝晴
千寿の夫。
戸塚太郎吉
演 - 勝矢
小森常次
演 - 松角洋平
山徳社長
演 - 井上肇
前田医師
演 - 前田一世
坂上五郎
演 - 神尾佑
出目金
演 - 山村紅葉
文乃の家の近くにある薬局の奥さん。
梅村芳三郎
演 - 伊藤英明
日本舞踊の若師匠であり、藤代とは深い関係にある。
小林君枝
演 - 余貴美子
矢島家の大番頭である大野宇市の愛人。
矢島嘉蔵
演 - 役所広司（特別出演）
矢島家4代目当主。
大野宇市
演 - 奥田瑛二
矢島家の大番頭。
金正六郎
演 - 片岡信和
雛子の恋人
他
演 - 田村泰二郎、渕野陽子、山崎紘菜

#### スタッフ（2021年版）
- 原作 - 山崎豊子「女系家族」（新潮文庫刊）
- 企画協力 - 一般社団法人 山崎豊子著作権管理法人、野上孝子、新潮社
- 監督・脚本 - 鶴橋康夫
- 音楽 - 羽岡佳
- 舞踊指導 - 尾上菊之丞
- 法律監修 - 秋山仁美
- 技術協力 - ビデオスタッフ
- 照明協力 - 嵯峨映画、APEX
- 美術協力 - 東京美工
- チーフプロデューサー - 五十嵐文郎（テレビ朝日）
- プロデューサー - 船津浩一（テレビ朝日）、浜田壮瑛（テレビ朝日）、山形亮介（角川大映スタジオ）
- 制作協力 - 角川大映スタジオ
- 制作著作 - テレビ朝日